# Luciobarbus xanthopterus
Luciobarbus xanthopterus es una especie de peces dulceacuícolas de las cuencas de los ríos Tigris y Éufrates de la familia Cyprinidae, orden Cypriniformes.